# Zemská romská samospráva v Maďarsku
Zemská romská samospráva v Maďarsku, oficiálně maďarsky Országos Roma Önkormányzat (ORÖ), je kulturní a politická organizace romské národnostní menšiny žijící na území současného Maďarska.

## Historie
Samospráva vznikla pod názvem Országos Cigány Önkormányzat (OCÖ), později přejmenované na Országos Roma Önkormányzat (ORÖ). Předsedou OCÖ/ORÖ byl v letech 1995–2003 a 2011–2014 poslanec Flórián Farkas za Fidesz.
V roce 2016 získala samospráva od maďarské vlády částku 1,3 miliard foritů na podporu své činnosti. Podle Ákose Hadházyho z LMP představitelé romské samosprávy ukradli většinu zdrojů z projektu Híd a munka világába.

## Parlamentní menšinový mluvčí
Na základě volebního zákona mohou národnostní a etnické menšiny volit své zástupce v parlamentních volbách. Pokud počet odevzdaných hlasů na celostátní kandidátní listinu národnostní menšiny dosáhne na sníženou kvótu (22 202 hlasů ve volbách 2014), získá mandát poslance s hlasovacím právem. Pokud je počet hlasů nižší, tak kandidát na 1. místě menšinové kandidátky získá mandát tzv. menšinového přímluvčího (Nemzetiségi szószóló), který nedisponuje hlasovacím právem.
- 7. volební období (2014 - 2018): Félix Farkas[5]
- 8. volební období (2018 - 2022): Félix Farkas

## Volební výsledky
| Volby | Počet registrovaných voličů | Počet hlasů | Poměr hlasů (%) | Snížená kvóta | Počet mandátů | Poměr mandátů (%) | Pozice v parlamentu | Volební lídr (1.) |
| ----- | --------------------------- | ----------- | --------------- | ------------- | ------------- | ----------------- | ------------------- | ----------------- |
| 2014  | 14 271                      | 4 048       | 0,08            | 22 022        | 0             | —                 | menšinový přímluvčí | Félix Farkas      |
| 2018  | 19 138                      | 5 703       | 0,1             | 23 829        | 0             | —                 | menšinový přímluvčí | Félix Farkas      |